# Lüttich–Bastogne–Lüttich 2010
Das 96. Lüttich–Bastogne–Lüttich war ein belgisches Straßenradrennen. Das Monument des Radsports wurde am Sonntag, den 25. April 2010 über eine Distanz von 258 km ausgetragen. Es war das zwölfte Rennen im Kalender der UCI World Calendar. Sieger wurde Alexander Winokurow vor Alexander Kolobnew und Alejandro Valverde. Da Valverde nachträglich wegen Dopingvergehen der dritte Platz aberkannt wurde, rückte Philippe Gilbert auf Platz 3 nach.

## Teilnehmende Mannschaften
| Team Saxo Bank Caisse d’Epargne Omega Pharma-Lotto Team Katusha Sky Professional Cycling Team | Lampre-Farnese Vini Française des Jeux Euskaltel-Euskadi Garmin-Transitions Quick Step | Rabobank AG2R La Mondiale BMC Racing Team Cervélo TestTeam Astana | Cofidis, le Crédit en Ligne Team Milram Team RadioShack Androni Giocattoli-Serramenti PVC Diquigiovanni Team HTC-Columbia | Bbox Bouygues Telecom Liquigas-Doimo Acqua & Sapone-D’Angelo & Antenucci Topsport Vlaanderen-Mercator Landbouwkrediet |

## Ergebnis
| Platz | Fahrer             | Land                | Team                  | Zeit     |
| ----- | ------------------ | ------------------- | --------------------- | -------- |
| 1     | Kasachstan         | Alexander Winokurow | Astana                | 6h37'48" |
| 2     | Russland           | Alexander Kolobnew  | Katusha               | + 6"     |
| DSQ   | Spanien            | Alejandro Valverde  | Caisse d'Épargne      | + 1'04"  |
| 3     | Belgien            | Philippe Gilbert    | Omega Pharma          | gl. Zeit |
| 4     | Australien         | Cadel Evans         | BMC                   | gl. Zeit |
| 5     | Luxemburg          | Andy Schleck        | Saxo Bank             | + 1'07"  |
| 6     | Spanien            | Igor Antón          | Euskaltel             | gl. Zeit |
| 7     | Vereinigte Staaten | Christopher Horner  | RadioShack            | gl. Zeit |
| 8     | Luxemburg          | Fränk Schleck       | Saxo Bank             | gl. Zeit |
| 9     | Spanien            | Alberto Contador    | Astana                | gl. Zeit |
| 10    | Frankreich         | Thomas Voeckler     | Bbox Bouygues Telecom | + 1'18"  |